# Klosterhäseler
Klosterhäseler ist ein Ortsteil der Gemeinde An der Poststraße im Burgenlandkreis in Sachsen-Anhalt. Zu Klosterhäseler gehörten die Ortsteile Klosterhäseler, Burgheßler, Gößnitz und Pleismar.

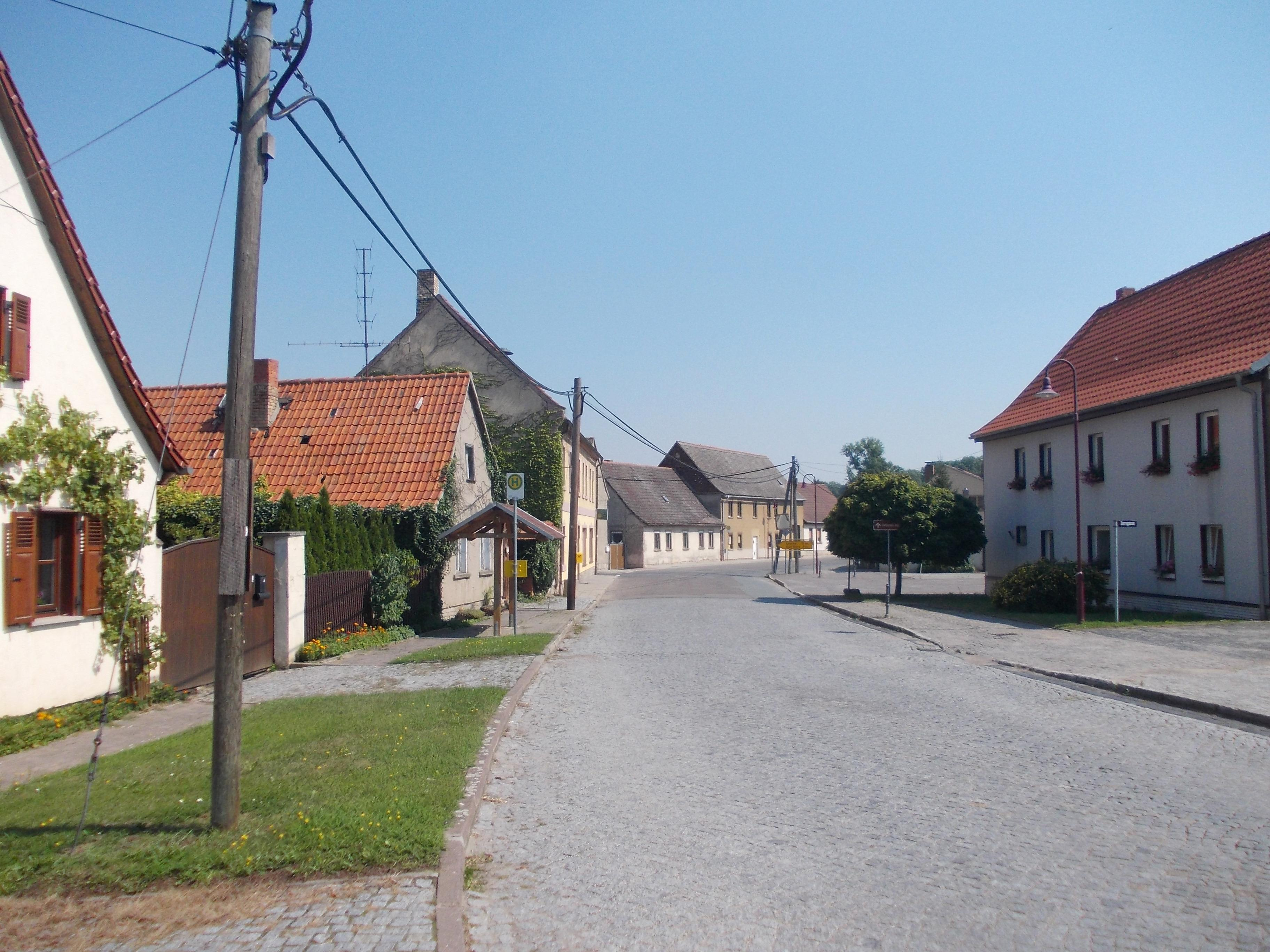
Naumburger Straße in Klosterhäseler

## Geografie

### Geografische Lage
Klosterhäseler liegt auf einer Höhe von 196 Metern zwischen Weimar und Halle (Saale).

## Geschichte

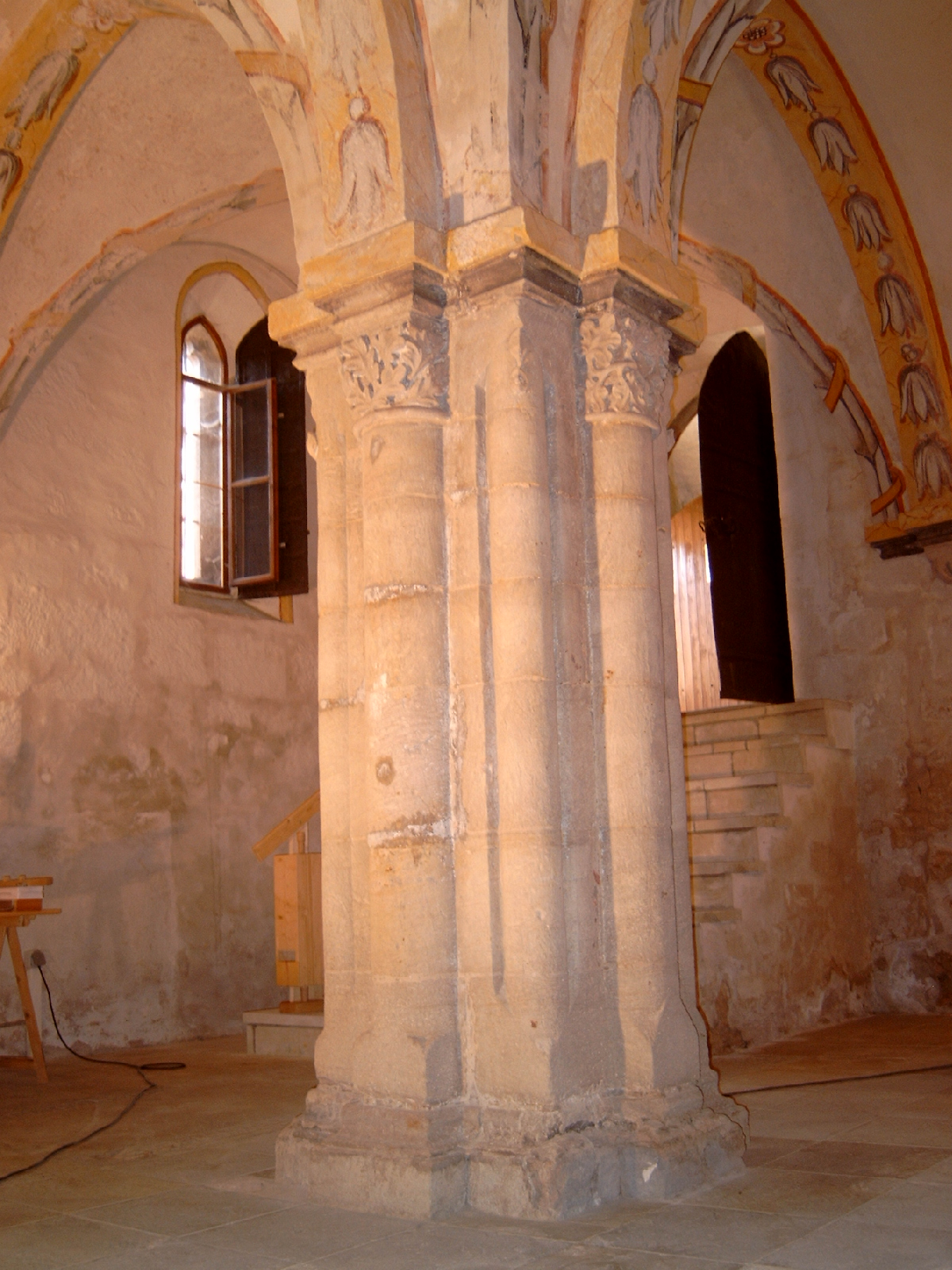
Mittelsäule der Krypta des ehemaligen Zisterziensernonnenklosters Klosterhäseler

Erstmals wurde der Ort im Oktober 786 als Heselere in Hersfelder Urkunden erwähnt. Im Jahr 815 wird das heutige Klosterhäseler in einem Verzeichnis der Güter des vom Erzbischof Lullus († 786) von Mainz erbauten Klosters Hersfeld als Heselere urkundlich erwähnt. Verschiedene Namensschreibweisen waren in der Folgezeit: 1197 Heslere, 1239 Hesilere, 1267 Heseler, Heselere, 1274/1280/1368 Heseler, 1271 Hesilere, Hesellere, 1318/1322 Markhessler.

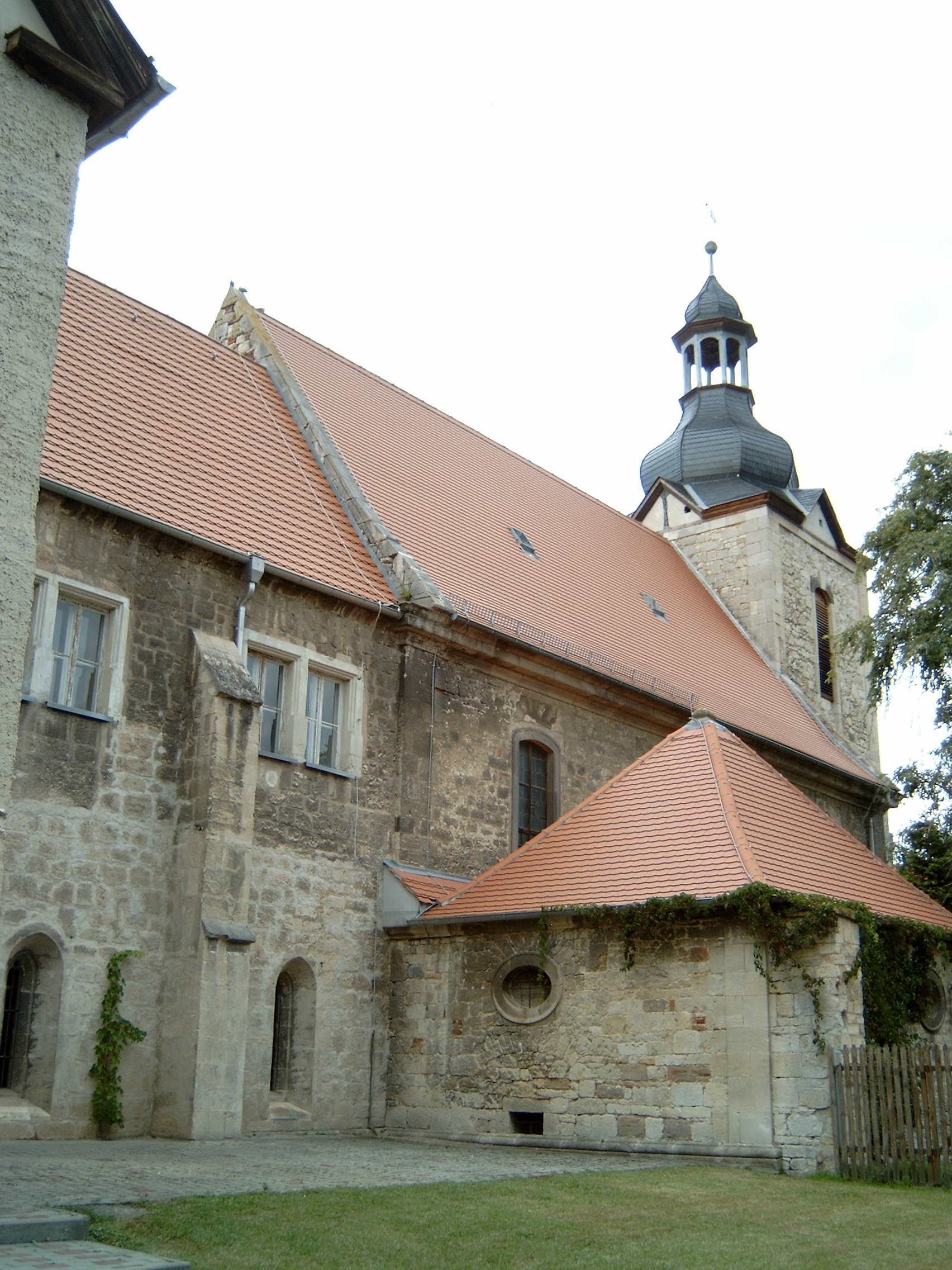
Dorfkirche von 1766/67 mit Gruftanbau und Krypta im Schloss Klosterhäseler

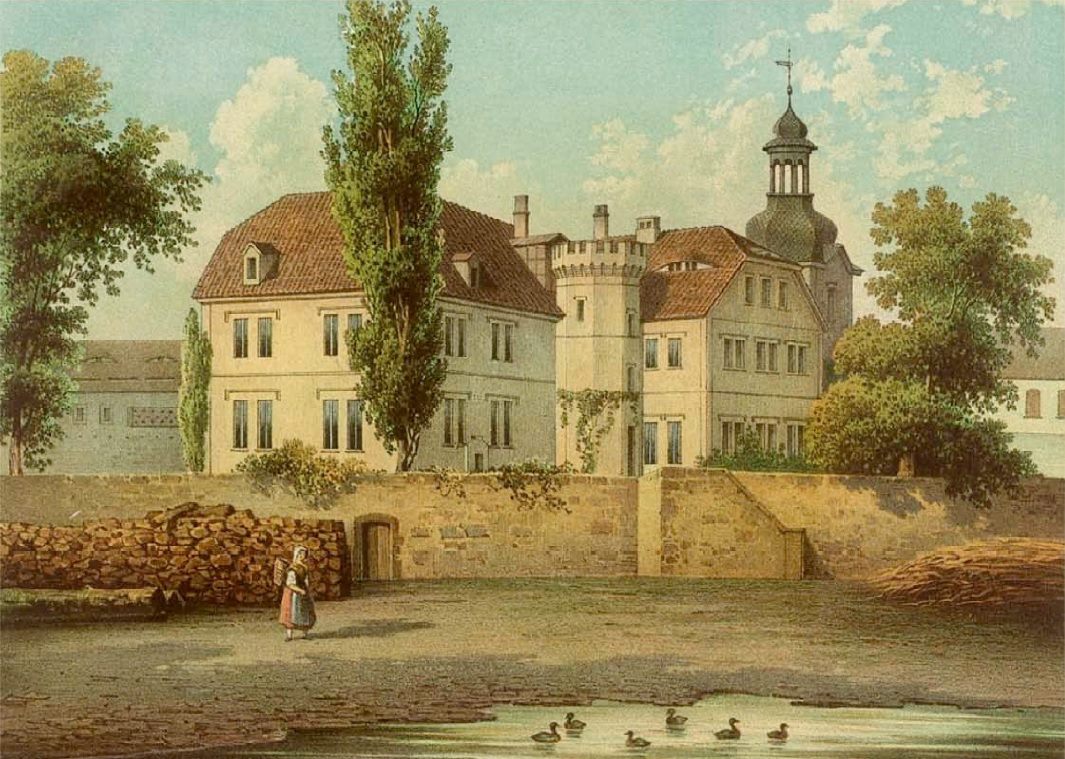
Kloster Häseler, Lithographie 1866/67 Sammlung Alexander Duncker

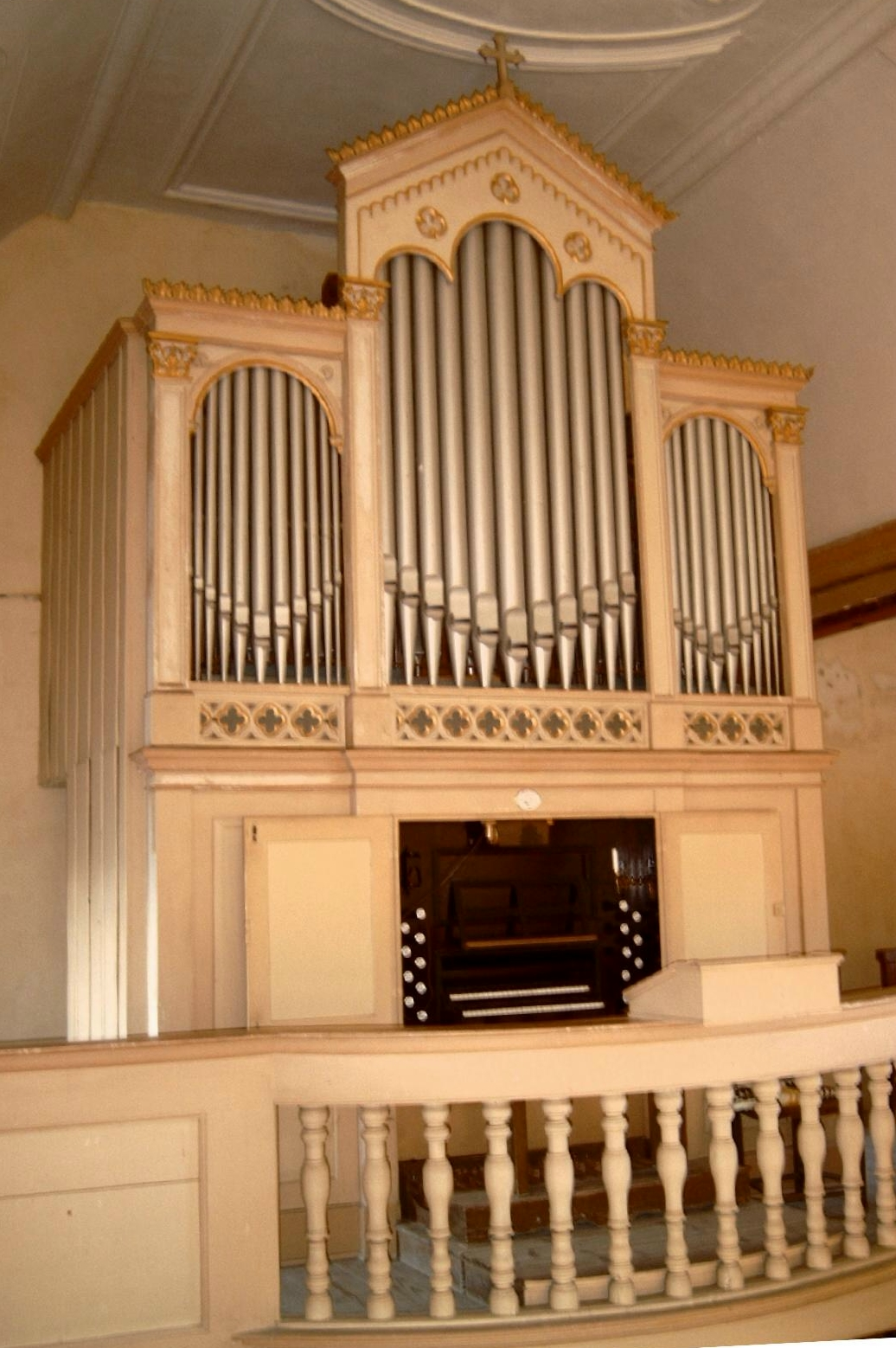
Dorfkirche, Orgel von Wilhelm Heerwagen, 1871

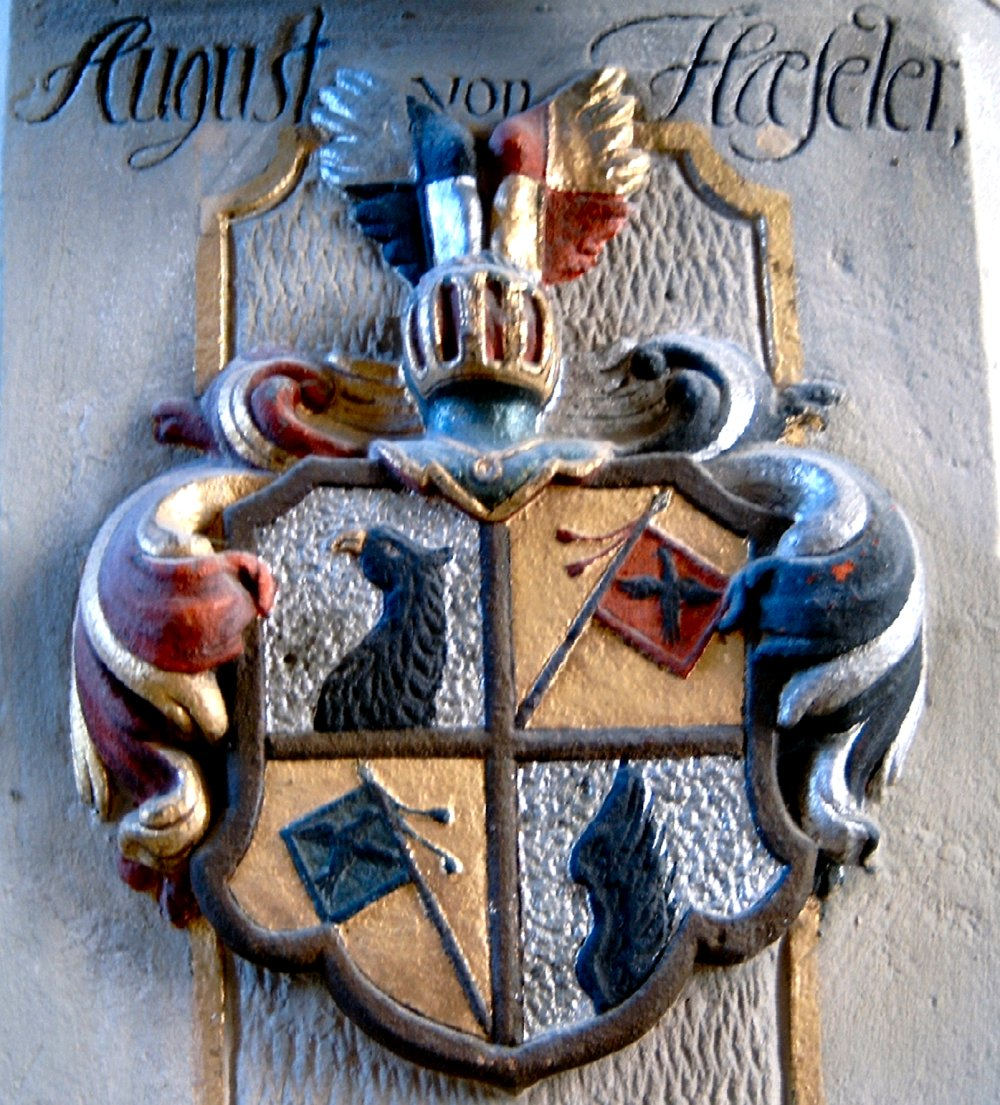
Dorfkirche, Kanzel: Wappen des August von Haeseler, 1766

Der Ort war Sitz des gleichnamigen Ministerialgeschlechtes von Heßler, welches 1197 zum ersten Mal genannt wurde. Das für den Ort namensgebende Kloster, ein Zisterziensernonnenkloster, wurde Mitte des 13. Jahrhunderts von der Familie von Heßler gestiftet. Erstmals wurde es 1318 urkundlich erwähnt. Im Zuge der Reformation wurde es aufgelöst und 1543 von der Familie von Heßler erkauft und mit dem Rittergut vereinigt. Dieser Zweig der Familie starb 1771 mit Hans Heinrich III. von Heßler aus. Das Gut ging in Konkurs.
Nach dem Tod des Christian Moritz von Heßler fielen die Rittergüter Burgheßler und Klosterhäseler an den Herzog von Sachsen-Weimar heim und wurden seitens des Herzogtums unter die Verwaltung des Amts Roßla gestellt. Da das Kurfürstentum Sachsen zu Lebzeiten des Herzogs die beiden Güter beschlagnahmte, kam es zu Streitigkeiten zwischen dem Kurfürstentum und dem Herzogtum. Am 16. Juni 1732 wurde das Rittergut Klosterhäseler vom Magdeburger Kauf- und Ratsherren Gottfried Haeseler (die Familie von Haeseler ist mit den von Heßler nicht verwandt und wurde erst 1733 vom preußischen König in den Adelsstand erhoben) für 50100 Taler erworben. In der Folge setzte sich nach und nach die Schreibweise „Klosterhäseler“ für den Ort durch.
1766/67 entstand die heutige Dorfkirche, ein Saalbau mit quadratischem Ostturm und Gruftanbau, als Ersatz für die baufällig gewordene Klosterkirche. Klosterhäseler wurde als Folge des Wiener Kongresses im Jahr 1815 mit dem Großteil des Amts Eckartsberga an Preußen abgetreten und dem Landkreis Eckartsberga in der Provinz Sachsen zugeordnet, zu dem der Ort bis 1944 gehörte.
1855 gründete Wilhelm Heerwagen (1826–1875) in Klosterhäseler die Orgelbauwerkstatt Heerwagen, die dort bis 1892 bestand. Aus seiner Werkstatt stammt die 1871 gebaute Orgel der Dorfkirche, die von August und Emilie von Haeseler aus Dankbarkeit über die Rückkehr ihrer Söhne aus dem Krieg gegen Frankreich gestiftet wurde. Das Instrument verfügt über dreizehn Register auf zwei Manualen und Pedal. Wilhelm Heerwagens Sohn Emil, der ihm als Orgelbauer nachfolgte, wurde 1857 in Klosterhäseler geboren.
Die Familie von Haeseler konnte Gut und Schloss Klosterhäseler bis zur Bodenreform 1945/46 halten.
Am 1. Juli 1950 wurden die bis dahin eigenständigen Gemeinden Gößnitz und Pleismar eingegliedert.
Am 1. Juli 2009 wurde Klosterhäseler in die neue Gemeinde An der Poststraße eingegliedert. Die letzte Bürgermeisterin war Iris Eckmann.

## Religion

### Evangelisch-lutherische Kirchen
Die St.-Petri-Kirche in Klosterhäseler und die St.-Bonifatius-Kirche in Burgheßler sowie die Kirchen in Gößnitz und Pleismar und ihre Kirchengemeinden gehören zum Pfarrbereich Bad Bibra im Kirchenkreis Naumburg-Zeitz der Evangelischen Kirche in Mitteldeutschland.

### Römisch-katholische Kapelle
Nach dem Zweiten Weltkrieg kamen durch die Flucht und Vertreibung Deutscher aus Mittel- und Osteuropa Katholiken in größerer Zahl in den seit der Reformation evangelisch-lutherisch geprägten Raum Klosterhäseler, sie gehörten zunächst zur Pfarrvikarie Bad Kösen-Eckartsberga. 1965 wurde in Klosterhäseler die katholische Marienkapelle eingeweiht, sie war in einer ehemaligen Scheune des Hofes Naumburger Straße 33 eingerichtet worden. Zur Gründung einer eigenen katholischen Gemeinde kam es in Klosterhäseler nicht.
Pfingsten 2007 fand in der Marienkapelle der letzte Gottesdienst statt, die Kapelle wurde wieder aufgegeben. Katholiken in Klosterhäseler gehören heute zur Pfarrei St. Peter und Paul mit Sitz in Naumburg, das nächstgelegene katholische Gotteshaus ist die Christkönigs-Kapelle in Eckartsberga.

## Kultur und Sehenswürdigkeiten
- Barocke Dorfkirche aus dem Jahr 1766
- Krypta (eigentlich Raum unter der Nonnenempore) des ehemaligen Zisterzienserinnenklosters aus der 1. Dekade des 14. Jahrhunderts
- Orgelbaumuseum Klosterhäseler in der Krypta im Schloss Klosterhäseler
- Reste des ehemaligen Gutsparkes mit Gräbern der Familie von Haeseler
- Menhir von Klosterhäseler

## Wirtschaft
Die Henglein GmbH aus Wassermungenau in Bayern betreibt seit 1995 in Klosterhäseler eine Produktionsstätte für Fertigteigprodukte.

## Verkehr
Wenige Kilometer westlich des Ortes verläuft die Bundesstraße 250, die von Eckartsberga nach Bad Bibra führt.

## Persönlichkeiten

### Söhne und Töchter der Gemeinde
- Hans Friedrich von Heßler (1610–1667), Obrist und Besitzer der Rittergüter Burgheßler und Balgstädt
- Hans Heinrich von Heßler (1648–1717), Generalmajor, Steuerdirektor und Besitzer der Rittergüter Klosterhäseler und Gößnitz
- Johann Gottlieb Siegel (1699–1755), Rechtswissenschaftler und Hochschullehrer
- Emil Heerwagen (1857–1935), Orgelbauer
- Friedrich August von Haeseler (1779–1854), preußischer Rittmeister, Rittergutsbesitzer und Abgeordneter des Landtages der preußischen Provinz Sachsen

### Personen, die mit dem Ort in Verbindung stehen
- Wilhelm Heerwagen (1826–1875), Gründer der bis 1935 bestehenden Orgelbaufirma Heerwagen

### Sekundärliteratur
- W. Faust: Im Tale der Hasel, Historische Skizze. H. Sieling, Naumburg 1927. DNB
- Gothaisches Genealogisches Taschenbuch der Adeligen Häuser 1941, B (Briefadel), Jg. 33. Zugleich Adelsmatrikel der Deutschen Adelsgenossenschaft, Justus Perthes, Gotha 1940, S. 205–207. Genealogie der Familie von Haeseler-Klosterhäseler.